# Ґалапаґос (роман)
«Ґалапаґос» (англ. Galápagos) (1985) — роман-антиутопія американського письменника Курта Воннеґута.

## Проблематика й сюжет
Однією з головних проблем, які письменник розкриває на сторінках своїх творів — проблема світової екологічної катастрофи, що загрожує людству. Саме ця проблематика актуалізується у романі і є в ньому основною.
Події відбуваються на вигаданому острові Санта-Росалія на Галапаґоських островах на тлі глобальної фінансової кризи та страшної вірусної епідемії. Одночасно зазнали краху світова економіка, а люди стали безплідними, тобто були знищені будь-які надії людства на виживання і продовження роду. В романі розповідається про наслідки кораблетрощі для невеликої групи людей, яким вдалось уникнути цих лих. Таким чином, вцілілі стають останніми зразками людського роду. Оповідь у романі ведеться від імені духа Леона Троцького-Траута, сина Кілгора Траута (1946—1986), оповідача з попередніх творів Воннеґута, який загинув при будівництві корабля Баїя-де-Дарвін «Bahia de Darwin», і тепер його дух спостерігає за останніми представниками людей і еволюцією їхніх нащадків протягом мільйона років.
Леон — ветеран війни у В'єтнамі. Він самовільно залишив війська, перебуваючи під надзвичайно негативними враженнями від бомбардувань і крові у В'єтнамі, і поселився у Швеції, де працював кораблебудівельником. Він загинув під час будівництва корабля, Баїя-де-Дарвін. Цей корабель будувався для «Природного круїзу століття», що був спланований як подорож для знаменитостей під час економічної кризи. Через низку подій, не пов'язаних між собою, корабель тоне, але людям вдається досягти архіпелагу Галапаґос і вижити на Галапаґоських островах.
Кілгор Траут — померлий — з'являється чотири рази як привид, закликаючи свого сина увійти в «синій тунель», який веде до загробного життя. Коли Леон відмовляється вчетверте, Кілгор заявляє, що він, і синій тунель, не повернуться мільйон років. Він залишає Леона спостерігати за повільним процесом еволюції, який перетворює людей на водяних ссавців. Процес починається, коли японка, онука Хіросіма, народжує вкриту хутром доньку. Впродовж цього мільйона років нащадки людей видозмінюються, в підсумку перетворюючись на тварин, щось на кшталт риб. Вони мислять, але нагадують ластоногих, які, можливо, ще можуть користуватися задніми кінцівками (прямої згадки немає, але оповідач заявляє, що вони іноді можуть ловити наземних тварин), мають морди з зубами, пристосованими для вилову риби, обтічний череп і замість рук ласти, з атрофованими пальцями, які використовують лише в шлюбних іграх.
Головна відмінність бідолах, яким пощастило, від нас полягає в тому, що вони живуть і мислять набагато простіше: головним ворогом людства, на думку Воннегута, є занадто великі мізки, якими наділені сучасні люди.
Траут стверджує, що всі біди людства були спричинені «єдиним справжнім лиходієм в моїй розповіді: надзвичайним за розміром людським мозком». На щастя, природний відбір усуває цю проблему, позаяк люди як найкраще пристосувалися до життя на Санта-Розалії. Вижили ті, хто вмів плавати найкраще, а для цього потрібно мати обтічну голову, що, своєю чергою, вимагало меншого мозку.

## Основні герої
- Леон Траут — мертвий оповідач і син Кілгура Траута.
- Хернандо Круз — перший чоловік корабля Баїя-де-Дарвін (Bahía de Darwin).
- Мері Гепберн — американська вдова, яка викладає в Іліумській школі (Ilium High School).
- Рой Гепберн — чоловік Мері, який помер у 1985 році від пухлини мозку.
- Акіко Хірогучі — донька Хісако, яка народиться з тілом, вкритим шерстю.
- Хісако Хірогучі — вчитель ікебани і вагітна дружина Зенджая.
- Зенджай Хірогучі — японський комп'ютерний геній, винахідник голосового перекладача Гокубая і його наступника Мандаракса.
- Боббі Кінг — публічна людина та організатор «Природного круїзу століття» («Nature Cruise of the Century»).
- Ендрю МакІнтош — американський фінансист і шукач пригод, що успадкував велике багатство.
- Селена МакІнтош — вісімнадцятилітня сліпа донька Ендрю.
- Єзус Ортіц — здібний офіціант з племені інка за походженням, який прислуговує багатим і владним людям.
- Адольф фон Кляйст — капітан корабля Баїя-де-Дарвін (Bahía de Darwin), який насправді не знає як кермувати кораблем.
- Зиґфрід фон Кляйст — брат Адольфа і носій хвороби хорея Гантінгтона, який тимчасово на рецепції в готелі Ельдорадо.
- Джеймс Вейт — тридцятип'ятилітній американський шахрай.
- Рядовий Джералдо Делгадо — еквадорський солдат.

## Зміст
Велика частина дії роману «Галапаґос» відбувається в Еквадорі в 1986 році, через рік після того, як він був опублікований. Саме таким був задум автора, щоб читачі мали змогу поглянути на цю історію як на один з можливих результатів подій, що мали місце в вісімдесятих роках XX ст. Дві з основних рушійних сил цієї історії мають багато спільного з реальними подіями.
Перша — це спалах фінансової кризи. Коли головні герої прибувають до Еквадору для участі у «Природному круїзі століття», країна перебуває у важкому стані через обвал вартості еквадорської грошової одиниці сукре. Основні товари, такі як харчові продукти, житло та одяг стали дуже дорогими та важкодоступними. Можлива нестача продовольства, яка виникає, змушує головних героїв тікати з країни, і врешті-решт вони потрапляють на Санта-Розалію. На початку вісімдесятих років XX ст. подібні події розгорнулися в формі Латино-американської боргової кризи. Міжнародні ринки капіталу втратили віру в здатність деяких країн, що розвиваються, погасити накопичені зовнішні борги. Весь регіон занурився в економічний спад, який різко зменшив купівельну спроможність його жителів. Воннеґут звинувачує людський мозок в існуванні фінансових криз і їх руйнівних наслідків.
Другим важливим елементом в книзі є поява бактерії, яка робить жінок безплідними. Вона швидко поширюється по всій земній кулі, і в підсумку призводить до зникнення людства, окрім тих людей, що застрягли на Санта-Розалії. Цілком ймовірно, що вірус СНІДу послужив прообразом для цієї вигаданого пандемії. СНІД швидко став пандемією в вісімдесятих роках.

## Художні засоби

### Структура
Основна сюжетна лінія розгортається у хронологічному порядку, але автор часто наперед розповідає про майбутні події та наслідки дій (відсилає до подій 1985 року як до тих, що трапились мільйон років в минулому). Найбільш очевидним прикладом цього є встановлення зірочки перед ім'ям персонажа, якщо він або вона помре до заходу сонця.

### Цитати
Роман містить велику кількість цитувань відомих авторів. Вони пов'язані з самою розповіддю, а також функціонально вставлені в мову Мандаракса — вигаданого голосового перекладача, який також здатний наводити цитати з літератури та історії. Цитуються такі автори (вказані в порядку їх появи в книзі): Анна Франк, Альфред Теннісон, Редьярд Кіплінг, Джон Мейсфілд, Вільям Каллен Браянт, Амброз Бірс, лорд Байрон, Нобл Клаґґет (персонаж, вигаданий Воннегутом — учень Мері Гепберн), Джон Віттьєр, Бенджамін Франклін, Чезаре Беккаріа, Бертольт Брехт, Сент-Джон, Чарлз Дікенс, Ісаак Воттс, Вільям Шекспір, Платон, Роберт Браунінг, Жан де Лафонтен, Франсуа Рабле, Патрік Р. Чалмерс, Мішель де Монтень, Джозеф Конрад, Джордж Вільям Кертіс, Семюел Батлер, Томас Еліот, Альфред Едвард Гаусман, Оскар Гаммерстайн II, Едгар Аллан По, Чарльз Е. Каррил, Семюел Джонсон, Томас Карлайл, Едвард Лір, Генрі Девід Торо, Софокл, Роберт Фрост, і Чарлз Дарвін.

## Адаптації
У 2009 році Audible.com створив аудіо версію оригінальної англомовної версії роману «Галапаґос» як частину своєї сучасної авангардної лінії аудіокниг. Книгу озвучив Джонатан Девіс.
У 2014 році художники Такер Мардер і Крістіан Шайдер поставили на сцені «Galapagos» в новому художньому музеї Parrish Art Museum в Вотерміллі (in Watermill), Нью-Йорк.

## Нагороди
Меморіальна премія Джона Кемпбелла / John W. Campbell Memorial Award, 1986 // Кращий НФ-роман. (2-ге місце).

## Переклад українською
- Курт Воннеґут. Галапаґос Переклад з англійської: Вадим Хазін. Київ: Журнал «Всесвіт». № 8, 1990 2-50 стор. / № 9, 1990 77-130 стор.

- (передрук) Курт Воннеґут. Ґалапаґос. Переклад з англійської: Вадим Хазін. Чернівці: Книги — XXI, Вавилонська бібліотека 2016. 224 стор. ISBN 9786176141594